# Allogenes
Allogenes – gnostycki utwór z Nag Hammadi (NHC XI,3). Treścią jest opis objawienia człowieka imieniem Messos, który poucza o gnostyckiej drodze do Boga. Utwór pozbawiony jest wpływów chrześcijaństwa.